# Lista de plataformas do Centro de Mídias de São Paulo
Esta é uma lista de todas as plataformas já utilizadas pelo Centro de Mídias de São Paulo (CMSP) da Secretaria da Educação do Estado de São Paulo (SEDUC-SP) desde a sua criação em 2020.

Esta lista destaca especificamente as plataformas destinadas do 6º ao 9º ano do Ensino Fundamental e ao Ensino Médio. Até o momento, o site do CMSP incorpora uma seleção de 15 plataformas em ambas, cada uma projetada para aprimorar a oferta educacional e o suporte a estudantes e educadores no estado de São Paulo.

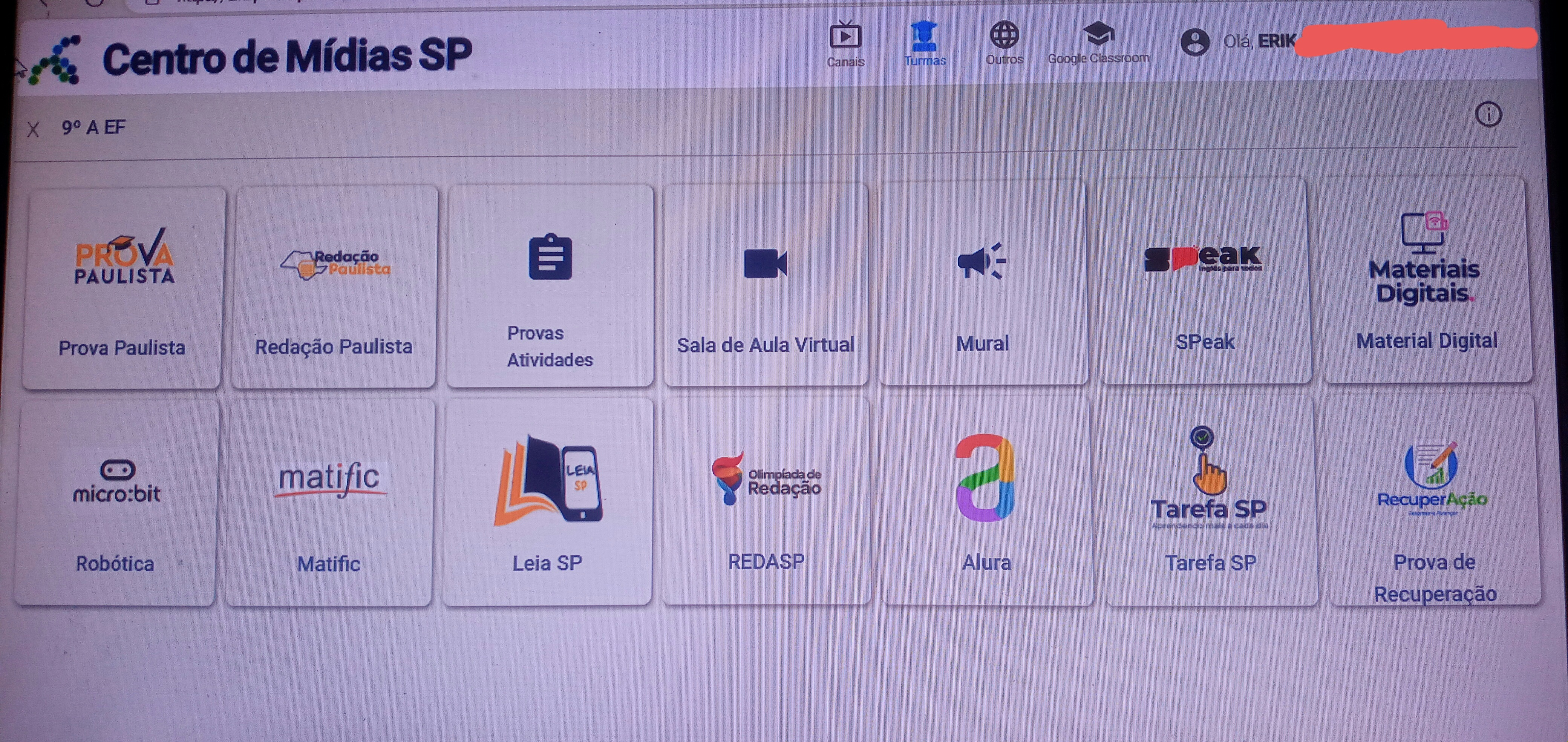
Plataformas utilizadas pelo 9º ano do Ensino Fundamental em agosto de 2024
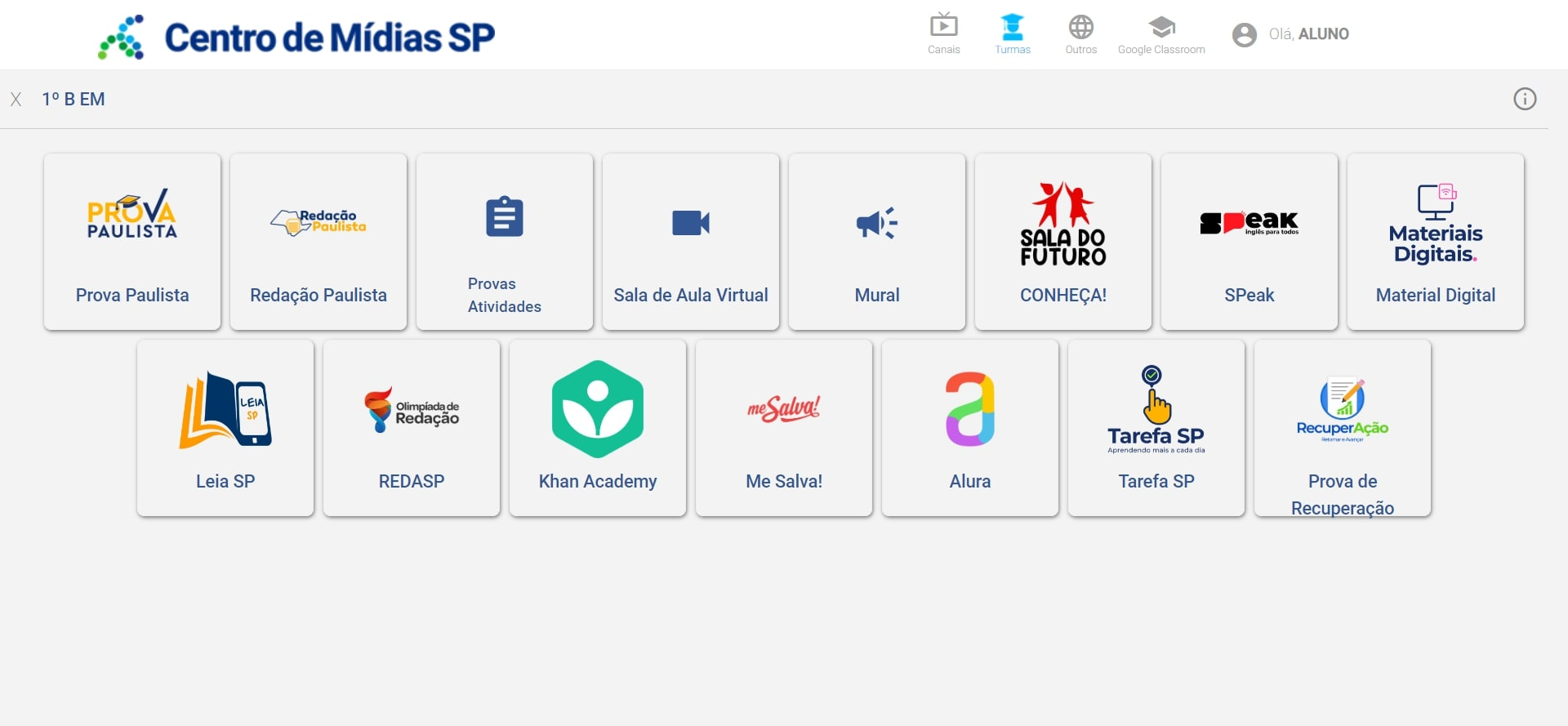
Plataformas utilizadas pelo Ensino Médio em setembro de 2024

## Plataformas
| Nome                                                                           | Logotipo ou imagem ilustrativa | Data de lançamento ou primeiro uso | Data de encerramento ou estado atual                                                                         | Descrição e proposta | Usado em:                                                         | Usado nas séries:                                             | References           |
| ------------------------------------------------------------------------------ | ------------------------------ | ---------------------------------- | --- | --- | ----------------------------------------------------------------- | ------------------------------------------------------------- | -------------------- |
| Sala de Aula Virtual                                                           |                                | Março de 2020                      | Raramente usado (Último grande uso em novembro de 2023, durante a preparação para o Provão Paulista Seriado) | - Oferecer aulas remotas da SEDUC-SP | Aulas remotas                                                     | Todas                                                         | [ 1 ]                |
| Mural                                                                          |                                | Desconhecido                       | Inativo | Desconhecida | Desconhecido                                                      | Desconhecido                                                  | [carece de fontes?]  |
| Prova Paulista                                                                 |                                | 28 de março de 2023                | Ativo | - Aplicação bimestral da Prova Paulista | Qualquer aula (desde que esteja no horário de aplicação da prova) | - 5º -- 9º ano do ensino fundamental - Ensino médio           | [ 2 ]                |
| Prepara SP (2023) Me Salva! (desde 2024)                                       |                                | 24 de julho de 2023                | Ativo | - Preparar os estudantes do 3º ano do ensino médio para o Exame Nacional do Ensino Médio (ENEM) | Preparação para ovestibular                                       | - 3º ano do ensino médio                                      | [ 3 ] [ 4 ] [ 5 ]    |
| Material Digital                                                               |                                | 25 de julho de 2023                | Ativo | - Consiste em apresentações de slides organizadas por números de aula, que são utilizadas pelos professores em sala de aula e exibidas na televisão. - Aprimorar a experiência de aprendizagem dos estudantes                       | Todas as aulas                                                    | - 6º -- 9º ano do ensino fundamental - Ensino médio           | [ 6 ]                |
| Redação Paulista                                                               |                                | 25 de julho de 2023                | Ativo | - Introduzir pelo menos um novo tópico de redação a cada mês. | Aulas de Língua Portuguesa                                        | - 6º -- 9º ano do ensino fundamental - Ensino médio           | [ 7 ] [ 5 ]          |
| Khan Academy                                                                   |                                | 1º de agosto de 2023               | Ativo | - Auxiliar nas aulas de Matemática | Aulas de Matemática                                               | - 8º e 9º ano do ensino fundamental (até 2024) - Ensino médio | [ 8 ] [ 9 ] [ 5 ]    |
| Tarefa SP                                                                      |                                | 1º de agosto de 2023               | Ativo | - Envia uma atividade por aula dada | Todas as aulas                                                    | - 6º -- 9º ano do ensino fundamental - Ensino médio           | [ 9 ] [ 5 ]          |
| Alura                                                                          |                                | Agosto de 2023                     | Ativo | - Auxiliar nas aulas de Tecnologia e Inovação | Aulas de Tecnologia e Inovação                                    | - 6º -- 9º ano do ensino fundamental - Ensino médio           | [ 10 ] [ 11 ] [ 12 ] |
| Leia SP                                                                        |                                | 16 de fevereiro de 2024            | Ativo | - Plataforma de leitura - Exige que os estudantes leiam pelo menos um livro por bimestre - A plataforma estava disponível desde a primeira quinzena de agosto de 2023, mas seu uso integral começou no início do ano letivo de 2024 | Aulas de Língua Portuguesa                                        | - 6º -- 9º ano do ensino fundamental - Ensino médio           | [ 13 ] [ 14 ] [ 5 ]  |
| Matific                                                                        |                                | 16 de fevereiro de 2024            | Ativo | - Auxilia nas aulas de Matemática | Aulas de Matemática                                               | - 6º -- 9º ano do ensino fundamental                          | [ 9 ]                |
| Micro Bit (Robótica)                                                           |                                | 16 de fevereiro de 2024            | Ativo | - Auxilia nas aulas de Tecnologia e Inovação. - Disponível somente nas escolas do Programa de Ensino Integral (PEI) de 9 horas |                                                                   | - 6º -- 9º ano do ensino fundamental                          | [ 15 ]               |
| EF Education First (abril de 2024 a junho de 2024) SPeak (desde junho de 2024) |                                | 6 de maio de 2024                  | Ativo | - Oferecer um curso online de inglês | Aulas de Língua Inglesa                                           | - 8º e 9º ano do ensino fundamental - Ensino médio            | [ 16 ]               |
| Elefante Letrado                                                               |                                | 2 de julho de 2024                 | Ativo | - Plataforma de leitura infantil | Aulas de Língua Portuguesa                                        | - 1º -- 5º ano do ensino fundamental                          | [ 17 ] [ 18 ]        |
| Prova de Recuperação                                                           |                                | 4 de agosto de 2024                | Último uso em 9 de agosto de 2024                                                                            | - Prova de recuperação semestral para os estudantes que não foram bem na Prova Paulista | Todas as aulas                                                    | - 5º -- 9º ano do ensino fundamental - Ensino médio           | [ 19 ] [ 20 ]        |
| Olimpíada de Redação de São Paulo (REDASP)                                     |                                | 19 de agosto de 2024               | Ativo | - Aplicação da Olimpíada de Redação de São Paulo | Olimpíada de Redação de São Paulo                                 | - 5º -- 9º ano do ensino fundamental - Ensino médio           | [ 21 ]               |